# Elizabeth Frances Sey
Pour les articles homonymes, voir Sey.
Elizabeth Frances Baaba Sey (née Biney le 21 avril 1927 et morte en 1991) est une enseignante ghanéenne et la première femme diplômée de l'université du Ghana. Après avoir fréquenté l'école secondaire Achimota à Accra, elle a été admise dans ce qui était alors le Collège universitaire de la Gold Coast, aujourd'hui Université du Ghana, en 1950 et a obtenu un bachelor en 1953.  
Après avoir obtenu son diplôme, elle est devenue responsable de l'éducation pour Sékondi. Elle a été chef du département d'anglais à l'école Achimota jusqu'à sa retraite en 1987. En outre, elle a siégé au Conseil des gouverneurs de l'École internationale du Ghana (en) jusqu'à sa mort. Elle a enseigné dans un certain nombre d'écoles, dont la Wesley Girls' High School, à Cape Coast ; l'école secondaire Saint Louis à Kumasi ; et l'Achimota School à Accra. 
L'Université du Ghana a nommé une résidence de 400 chambres Elizabeth Sey Hall en 2011, en son honneur pour commémorer ses contributions à l'école,.  